# 김예분
김예분(金禮紛, 1973년 2월 28일~)은 대한민국의 미스코리아 출신 배우이다.

## 생애
신장은 170cm이고 체중은 48kg이며 수영과 스키에 취미가 있고 성악과 피아노 연주에 특기가 있는 그녀는 부산에서 출생하였고 부산예술고등학교를 졸업하였고 고신대학교 종교음악과를 전공, 숙명여자대학교 전통문화예술대학원에서 전통식생활문화를 전공하였다.

## 출연작

### 텔레비전 드라마
- 1995년 SBS 《이가사 크리스티》
- 1995년 MBC 《베스트극장》
- 1995년 KBS 《단막극장》
- 2010년 SBS Plus 《이글이글》
- 2014년 KBS 《하이스쿨 러브온》
- 2018년 Olive 《원나잇 푸드트립》

### 뮤지컬
- 1995년 《라 트라비아타》 ... 비올레타 역
- 1996년 《오페라의 유령》 ... 크리스틴 역
- 1997년 《아가씨와 건달들》 ... 미스 애들레이드 역

### 연극
- 1995년 《약한 자의 슬픔》 ... 엘리자베스 역
- 1996년 《갯마을》 ... 해순 역
- 1997년 《리어 왕》 ... 코델리아 공주 역

### 텔레비전 프로그램
- 1995년 SBS 《달려라 코바》
- 1996년 ~ 1997년 《생방송 TV 가요 20》
- 1997년 《KBS TV Date MC》
- 2008년 《tvN eNEWS》
- 2008년 KBS 《신동엽 신봉선의 샴페인》
- 2010년 KBS JOY 《연예매거진 엔터테이너스》
- 2013년 JTBC 《고부스캔들》
- 2013년 JTBC 《미스코리아 비밀의 화원》
- 2014년 KBS 《여유만만》
- 2015년 KBS 《출발 드림팀 2》
- 2015년 tvN 《현장토크쇼 택시》

### 라디오 프로그램
- 1999년 SBS 《영 스트리트》
- 2015년 SBS 《김창렬의 올드스쿨》
- 2015년 KBS 《해피타임 4시》 (6월 8일 ~ 6월 14일)

### 광고
- 1994년 한독 다이어트라 쉐이크
- 1994년 태평양 썬브레이크
- 1994년 태평양 덴트롤샴푸
- 1996년 롯데삼강 쌕쌕돼지바
- 1996년 메르꼴레디 전속모델

## 학력
- 부산예술고등학교 음악과 졸업
- 고신대학교 성악학과 학사
- 숙명여자대학교 전통문화예술대학원 식생활전통학과 예술학 석사